# Yang Fudong

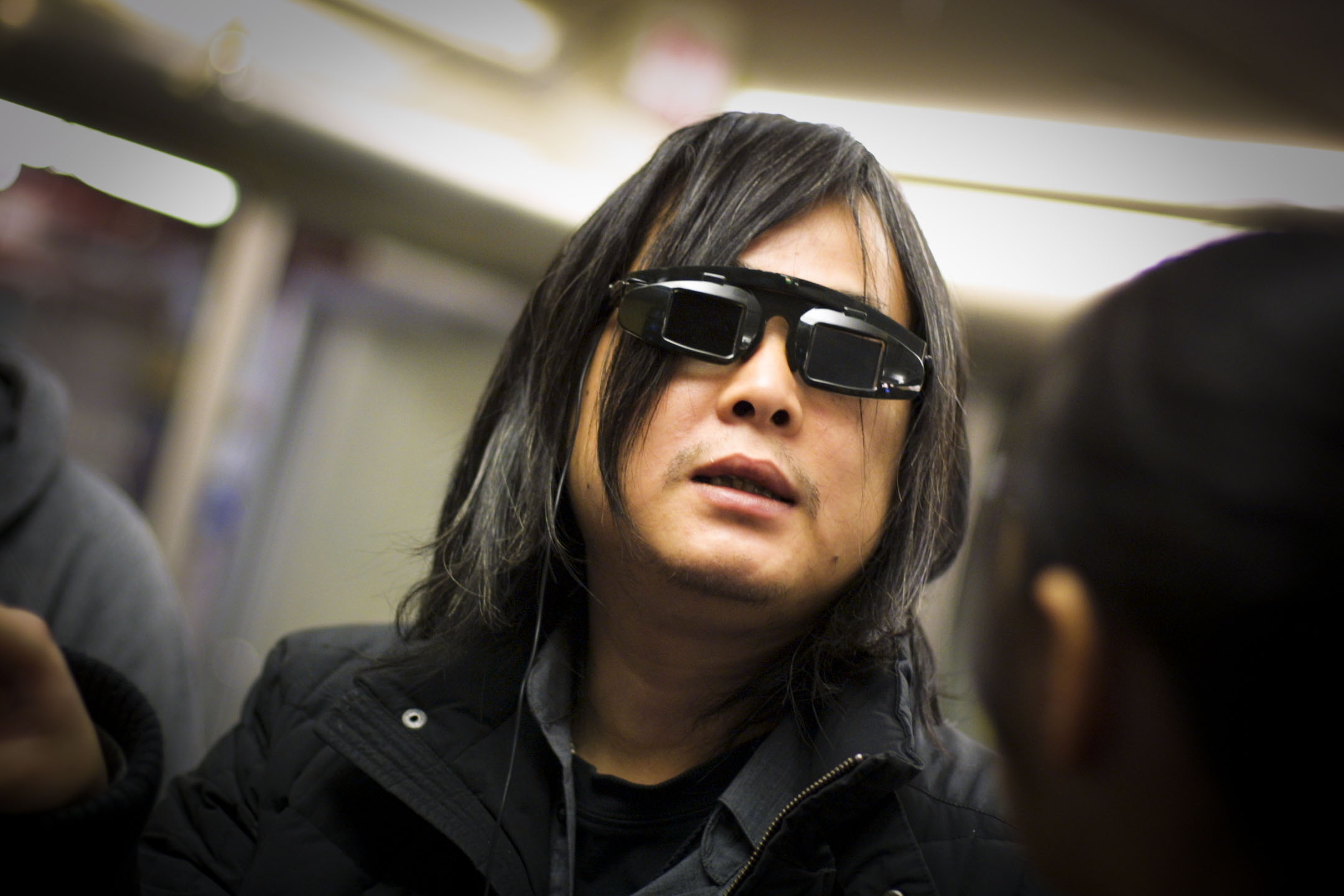
Yang Fudong (2009)

Yang Fudong 楊, 福東 (* 1971 in Peking) ist ein chinesischer Fotograf, Installations- und Videokünstler.

## Leben und Werk
Yang Fudong erlangte 1995 einen Bachelor of Fine Arts in Malerei an der Chinesischen Hochschule der Künste in Hangzhou. Seine Filme haben eine Referenz zur Chinesische Malerei, Film Noir, sowie Jim Jarmusch, Jean-Luc Godard und zu den Shanghai-Filmen der 1920er Jahre.

## Fotoserien (Auswahl)
- 2000: Don’t worry, it will be better
- 2000: The Evergreen Nature of Romantic Stories
- 2006: Mrs. Huang at M last night

## Filminstallationen (Auswahl)
- 2000: Tonight's Moon
- 2001: Su Xiao Xiao
- 2007: East of Que Village
- 2010: International Hotel
- 2010: The Fifth Night (Rehearsal)[3]

## Filmografie (Auswahl)
- 2000: City Light
- 2001: Backyard – Hey, Sun is Rising!
- 2002: An Estranged Paradise (1997–2002), Documenta11, Kassel
- 2003: Honey
- 2003–2007: Seven Intellectuals in a Bamboo Forest, Biennale di Venezia (2007)

## Ausstellungen (Auswahl)
- 2003: Seven Intellectuals in Bamboo Forest and Selected Works on Video, The Moore Space, Miami, USA
- 2004: Yang Fudong, Sketch the Gallery, London, U.K.
- 2004: Fokus Video: Yang Fudong, Kunsthalle Mannheim
- 2005: Yang Fudong, Marian Goodman Gallery, Paris, France
- 2005: Yang Fudong, Castello di Rivoli Museo d'arte contemporanea, Torino, Italy
- 2006: No Snow on the Broken Bridge, Yang Fudong Solo Exhibition, Parasol Unit, London, U.K.
- 2008: Yang Fudong East of Que Village, ShanghART Main Space, Shanghai
- 2008: Yang Fudong: the General's Smile, Hara Museum, Tokyo, Japan
- 2009: Yang Fudong: East of Que Village, MuHKA Media, Antwerpen, Belgium
- 2009: Dawn Mist, Separation Faith, Yang Fudong's Solo Exhibition, Zendai Museum of Modern Art, Shanghai
- 2010: Yang Fudong: Seven Intellectuals in a Bamboo Forest and Other Stories, National Museum of Contemporary Art, Athens, Greece
- 2011: Yang Fudong, Utopia and Reality, Espoo Museum of Modern Art, Tapiola, Finland
- 2012: Yang Fudong, Marian Goodman Gallery, New York, USA
- 2012: YANG Fudong: Close to the Sea·The Revival of the Snake, ShanghART Beijing, Beijing
- 2013: Yang Fudong: Estranged Paradise, Works 1993-2013, The Kunsthalle Zurich, Switzerland
- 2013: Yang Fudong: Estranged Paradise, Works 1993-2013, Berkeley Art Museum, San Francisco, USA
- 2014: Yang Fudong - Art Unlimited Art Basel 2014, Basel, Switzerland
- 2014: Yang Fudong: New Women, ShanghART H-Space, Shanghai
- 2015: The Coloured Sky: New Women II, Marian Goodman Gallery, Paris, France
- 2016: Yang Fudong, The Light That I Feel, Daegu Art Museum, Daegue, Korea
- 2016: Moving Mountains, Shanghai Center of Photography, Shanghai
- 2017: The Coloured Sky, New Women II, Espace Louis Voitton, Tokyo, Japan
- 2018: Moving Mountains, SCAD Museum of Art, 601 Turner Blvd. Savannah, Georgia, U.S.A
- 2018: Yang Fudong ”Dawn Breaking”, A Museum Film Project, Long Museum West Bund, Shanghai
- 2019: Beyond GOD & Evil - Preface, Marian Goodman Gallery, London, U.K.